# Kościół św. Andrzeja w Kościelcu

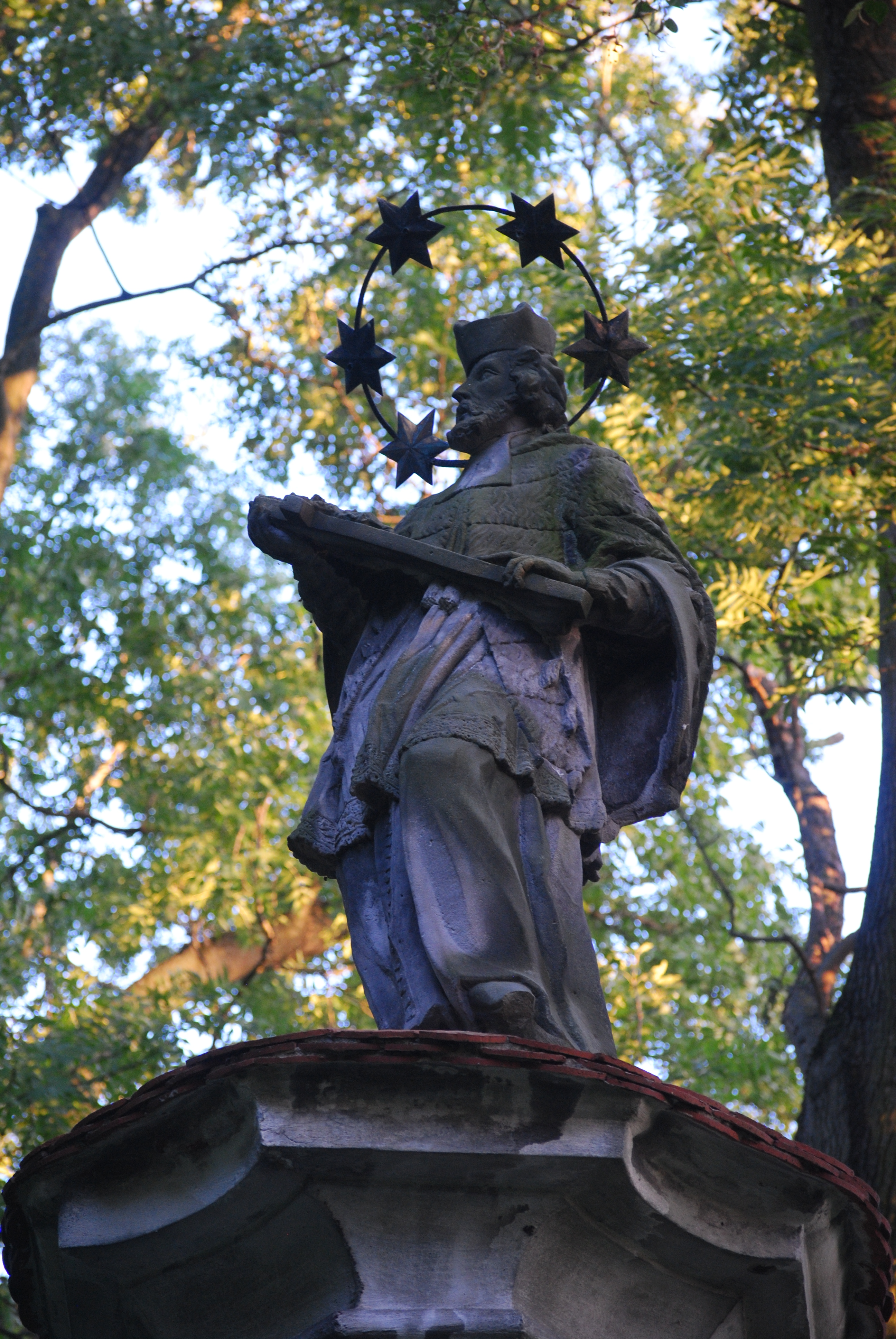
Figura św. Jana Nepomucena w parku obok kościoła

Kościół Świętego Andrzeja Apostoła w Kościelcu – romańska świątynia rzymskokatolicka w Kościelcu, wybudowana w połowie XII wieku z dobudowaną w XXI wieku murowaną nawą główną. 
Na przestrzeni wieków świątynia przechodziła kolejne gtuntowne przebudowy w roku 1600 i 1760. Obiekt położony jest na Szlaku Romańskim.

## Historia
Romański kościół pod wezwaniem św. Andrzeja Apostoła wzniesiony został prawdopodobnie w połowie XII wieku. Rozbudowywany był później w roku 1600, kiedy dodano do niego zakrystię – od strony północnej. W 1760 roku starosta kolski Rafał Gurowski dokonał przebudowy nawy ku zachodowi. Powstał wówczas orientowany kościół połączony z romańskim prezbiterium. Dobudowana nawa była konstrukcji zrębowej, oszalowana. Przy niej znajdowały się kruchty: od południa i obszerna od zachodu. 
W 2001 roku drewniana nawa została rozebrana i w jej miejscu pobudowano współczesną murowaną nawę, która nie reprezentuje żadnego stylu architektonicznego. 25 września 2011 roku biskup włocławski Wiesław Mering dokonał konsekracji kościoła.

## Architektura
Część romańska (obecne prezbiterium) została wymurowana z kostki granitowej. Jest to pomieszczenie salowe, zamknięte niższą i nieco węższą apsydą. Od północy przylega do niej zakrystia i skarbczyk, które murowano z cegły w układzie polskim. Nad apsydą znajduje się sklepienie hemisferyczne, w zakrystii i skarbczyku – kolebkowe. W prezbiterium umieszczono dwa okienka romańskie, a w dawnej nawie ślady romańskich otworów okiennych i duże okno gotyckie – ostrołukowe. Zakrystia oszkarpowana, na cegłach odnaleźć można m.in. datę budowy (1601). 
Ołtarz główny reprezentuje styl rokokowy. W jego centrum umieszczono obraz Matki Bożej Częstochowskiej pochodzący prawdopodobnie z XVIII wieku. Dwa ołtarze boczne posiadają charakter barokowy, w jednym z nich ustawiono obraz św. Rocha z XVIII wieku. Ponadto w świątyni znajduje się kropielnica z 1771 roku.
Na północ od kościoła, w niewielkim parku, położona jest figura św. Jana Nepomucena z drugiej połowy XVIII wieku, wykonana z piaskowca. Ustawiona na bogato profilowanym słupie, ozdobionym czterema inskrypcyjnymi kartuszami.